# Elisha J. King
Elisha James King (1821-1844) rassembla, avec B. F. White, les chants qui allaient aboutir au recueil The Sacred Harp, un livre de chants à shape notes qui fut largement utilisé dans le Sud rural des États-Unis. Après la publication de plusieurs révisions au fil du temps, ce livre est toujours populaire aujourd’hui parmi les chanteurs dans le monde entier.

## Biographie
On connait peu de choses de la courte vie de E. J. King. David Warren Steel (2010) avance qu’il est très probablement né dans le comté de Wilkinson en Géorgie. Ses parents s’appelaient John King et Elizabeth Dubose. La famille partit s’installer en 1828 dans le comté de Talbot.
E. J. King fut fermier et enseignait aussi le chant à son entourage.
King était clairement plus jeune que White (né en 1800) qui avait déjà une carrière reconnue en tant que compositeur et enseignant de musique et de chants à shape notes. Au début du XXe siècle, l’éditeur Joseph Summerlin James pensait que King était en fait l’élève de White. Cependant l’apport musical de King à leur ouvrage fut conséquent. Dans l’édition actuelle du Sacred Harp (1991), son nom apparaît pour vingt-deux mélodies en tant que compositeur, arrangeur ou co-arrangeur. David Warren Steel considère que King avait un style musical distinctif par rapport aux autres compositeurs et que trois de ces chants, Bound for Canaan, Sweet Canaan et Fulfilment sont aujourd'hui devenus des classiques de ce répertoire.
Steel avance l’hypothèse que King ait pu aussi apporter le financement initial permettant de convaincre l’imprimeur (à Philadelphie) d’accepter de fabriquer le livre. A cette époque, White était "toujours en cours" d'installation comme fermier alors que King venait d’une famille aisée possédant une large plantation.
La première édition du Sacred Harp fut publiée en 1844. King mourut le 31 août de la même année.
Son jeune frère Elias Lafayette King (1828-1876) fut un membre important de la communauté du Sacred Harp des débuts. Il participa au comité qui prépara la deuxième édition en 1850 (dont le répertoire fut augmenté par rapport à la première). Il contribua de six chants à cette édition, dont un (308 Parting Friends) est toujours présent dans l’édition 1991. Quatre de ces chants (Sweet Heaven, Parting Friends, The Lost City, The Cause of Christ) sont présents dans l’édition Cooper 2012 du Sacred Harp.